# Xã Delger, Quận Wells, Bắc Dakota
Xã Delger (tiếng Anh: Delger Township) là một xã thuộc quận Wells, tiểu bang Bắc Dakota, Hoa Kỳ. Năm 2010, dân số của xã này là 26 người.